# Cotoneaster browiczii
Cotoneaster browiczii es una especie de planta del género Cotoneaster, perteneciente a la familia Rosaceae.

## Taxonomía
Cotoneaster browiczii fue descrita por Jeanette Fryer y Bertil Hylmo en 2009.

## Distribución
Se encuentra en el territorio de Irán, Transcaucasia y Turquía.